# Sébastien Luneau
Pour les articles homonymes, voir Luneau (homonymie).
Sébastien Désiré Aimé Fidéle Constant Luneau, né le 21 juin 1800 (2 messidor an VIII) à Bouin (Vendée) et décédé le 21 mars 1880 à Bouin, est un homme politique français, député de la Vendée de 1831 à 1849, qui a œuvré à la promotion de l'instruction primaire laïque dans ce département.

## Biographie
Sébastien Luneau est le fils de Sebastien Jean-Baptiste Luneau (1766-1817), officier de santé, puis maire de Bouin de 1809 à 1815 et président des propriétaires de la commune de Bouin, né le 20 janvier 1766, à Saint-Sébastien, et de Marie-Magdeleine Méchin de La Chillaie (1768-1830), née le 7 décembre 1768 à Bouin.
Avocat aux Sables-d'Olonne sous la Restauration, il est député de la Vendée de 1831 à 1848, siégeant dans l'opposition sous la Monarchie de Juillet et député de l'assemblée constituante de 1848 à 1849, siégeant au centre sous la Deuxième République. Il est conseiller général élu dans le canton de Beauvoir-sur-Mer en 1836 et président du Conseil général de la Vendée de 1837 (24 août) à 1848 (5 Oct.) et conseiller municipal de Bouin, commune pour laquelle il a obtenu la participation de l'État à la réalisation de plusieurs projets routiers et portuaires.
La rue Luneau porte son nom dans la commune française de La Roche-sur-Yon (Vendée) ainsi qu'un boulevard de Bouin. L'école primaire publique de Bouin porte également son nom et une statue à son effigie, sculptée par Victor Fulconis fut érigée le 22 mai 1899 dans la cour de l'école normale de La Roche-sur-Yon, en hommage à son engagement pour l'instruction publique. Elle a depuis 2016 rejoint l'entrée de l'école primaire publique de Bouin, qu'il avait contribué à créer en 1833, comme école mutuelle.
Célibataire et sans enfants, Luneau fait don de sa fortune, en partie à la commune pour l'hospice de Bouin, et en grande partie au département de la Vendée, en décidant "que les revenus annuels d'un capital déterminé seraient répartis entre les institutrices et les instituteurs laïcs du département", ce qui sera respecté entre 1887 et 1939, jusqu'à la veille de la Seconde Guerre mondiale et connu des enseignants des écoles primaires du département, sous le nom de "Legs Luneau".

## Hommages
- Boulevard Sébastien-Luneau, Bouin

## Sources
- « Sébastien Luneau », dans Adolphe Robert et Gaston Cougny, Dictionnaire des parlementaires français, Edgar Bourloton, 1889-1891 [détail de l’édition]

- Ressources relatives à la vie publique :   - Dossiers individuels de préfets
  - Base Sycomore
- Ressource relative aux beaux-arts :   - British Museum
- Notices d'autorité :   - VIAF
  - IdRef